# Clupeosoma microthyrale
Clupeosoma microthyrale là một loài bướm đêm trong họ Crambidae.